# Wang Yangming

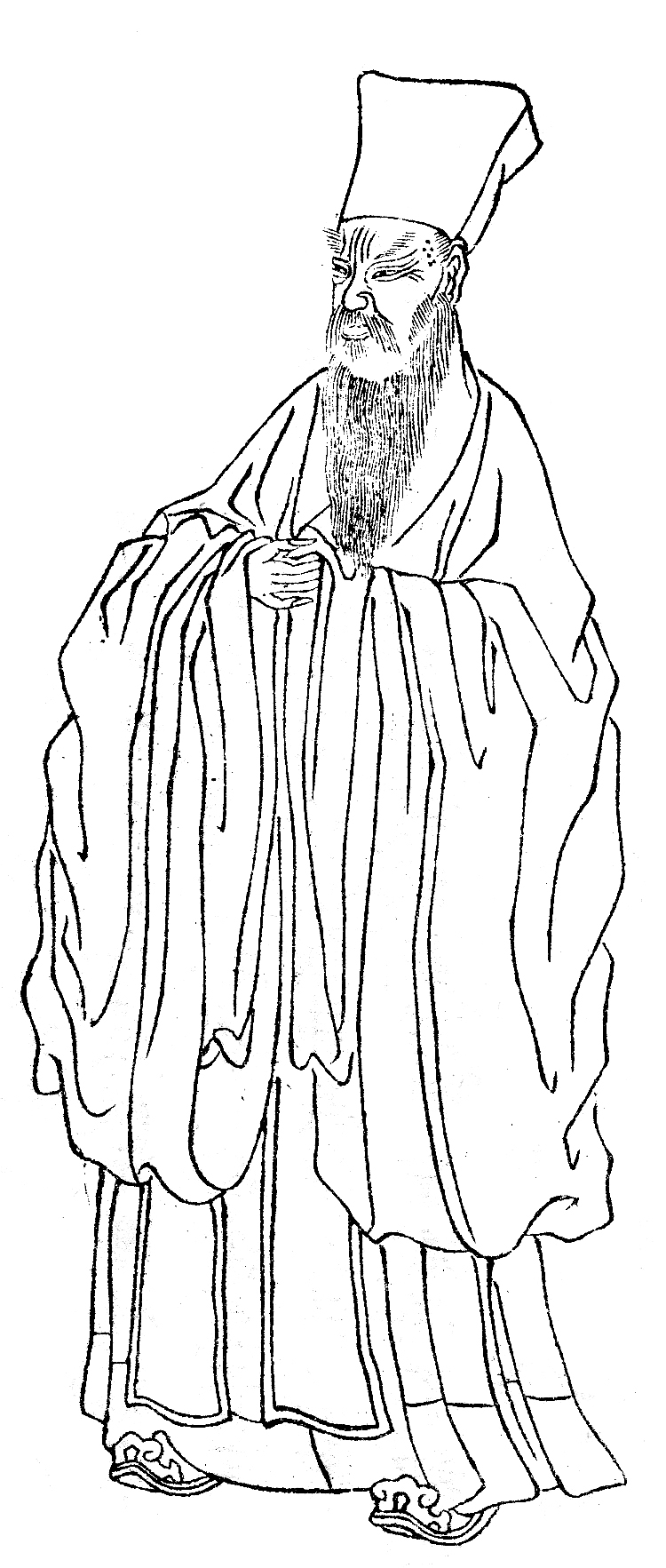
Wang Yangming

Wang Yangming (王陽明, 1472–1529), urodzony jako Wang Shouren (王守仁), jap. 王陽明, Ō Yōmei – chiński filozof, przedstawiciel neokonfucjanizmu.
Pochodził z prowincji Zhejiang. Był urzędnikiem i generałem na dworze Mingów.
Stworzył własny subiektywno-idealistyczny system filozoficzny, oparty na połączeniu neokonfucjanizmu Lu Xiangshana z pewnymi elementami buddyzmu chan. Z chanu zaczerpnął twierdzenie, że rzeczy zewnętrzne stanowią jedność z ludzkim umysłem. Centralnym punktem jego filozofii było twierdzenie, że człowiek jest z natury dobry, a odkrycie w sobie tej wrodzonej wiedzy i postępowanie zgodnie z nią przynosi za sobą osiągnięcie prawdy i spokoju. Wiedza i działanie są jednością: wiedza jest początkiem działania, a działanie ostatecznym wyrazem wiedzy. W zakresie epistemologii był zwolennikiem skrajnego intuicjonizmu, przedkładając szukanie odpowiedzi w sobie samym nad studiowanie klasyków.
Po upadku dynastii Ming filozofię Wang Yangminga odrzucono jako abstrakcyjną, pasywną i skoncentrowaną wokół jednostki. Zdołała jednak przeniknąć do Japonii, gdzie cieszyła się dużą popularnością w kręgach samurajów.